# Chiesa di San Giovanni Evangelista (Ravenna)
La chiesa di San Giovanni Evangelista è la chiesa più antica della città Ravenna, Edificata nel V secolo, nel piazzale Anita Garibaldi.

## Storia
Venne costruita per volontà di Galla Placidia in seguito ad un voto fatto all'evangelista Giovanni durante la perigliosa traversata che da Costantinopoli la ricondusse a Ravenna nel 424: viste le pessime condizioni atmosferiche, la sovrana promise che, se avesse toccato terra, avrebbe costruito una chiesa dedicata a Giovanni nel luogo dello sbarco. La costruzione iniziò nel 425 e terminò nel 434.
Attorno all'anno Mille la chiesa divenne sede di una comunità di monaci benedettini che vi costruirono accanto un grande monastero. Nel XIV secolo la chiesa e il monastero furono rinnovati seguendo il gusto gotico; di quell'intervento resta l'interessantissimo portale d'entrata, con arco a sesto acuto decorato in marmo. 
In epoca rinascimentale i Canonici Regolari di San Salvatore si insediarono nel monastero, precedentemente abitato da monaci benedettini. Nel 1798 l'ordine monastico venne soppresso e il monastero fu confiscato dai francesi. Dopo la parentesi napoleonica l'arcivescovo Antonio Codronchi riuscì ad acquistare chiesa e monastero. Gli edifici del convento furono adibiti ad ospedale civile.
Il 21 e il 24 agosto 1944, durante la Seconda guerra mondiale, la chiesa venne bombardata dagli angloamericani e pesantemente danneggiata. In seguito fu ricostruita con i materiali salvati e recuperati.
Galleria d'immagini

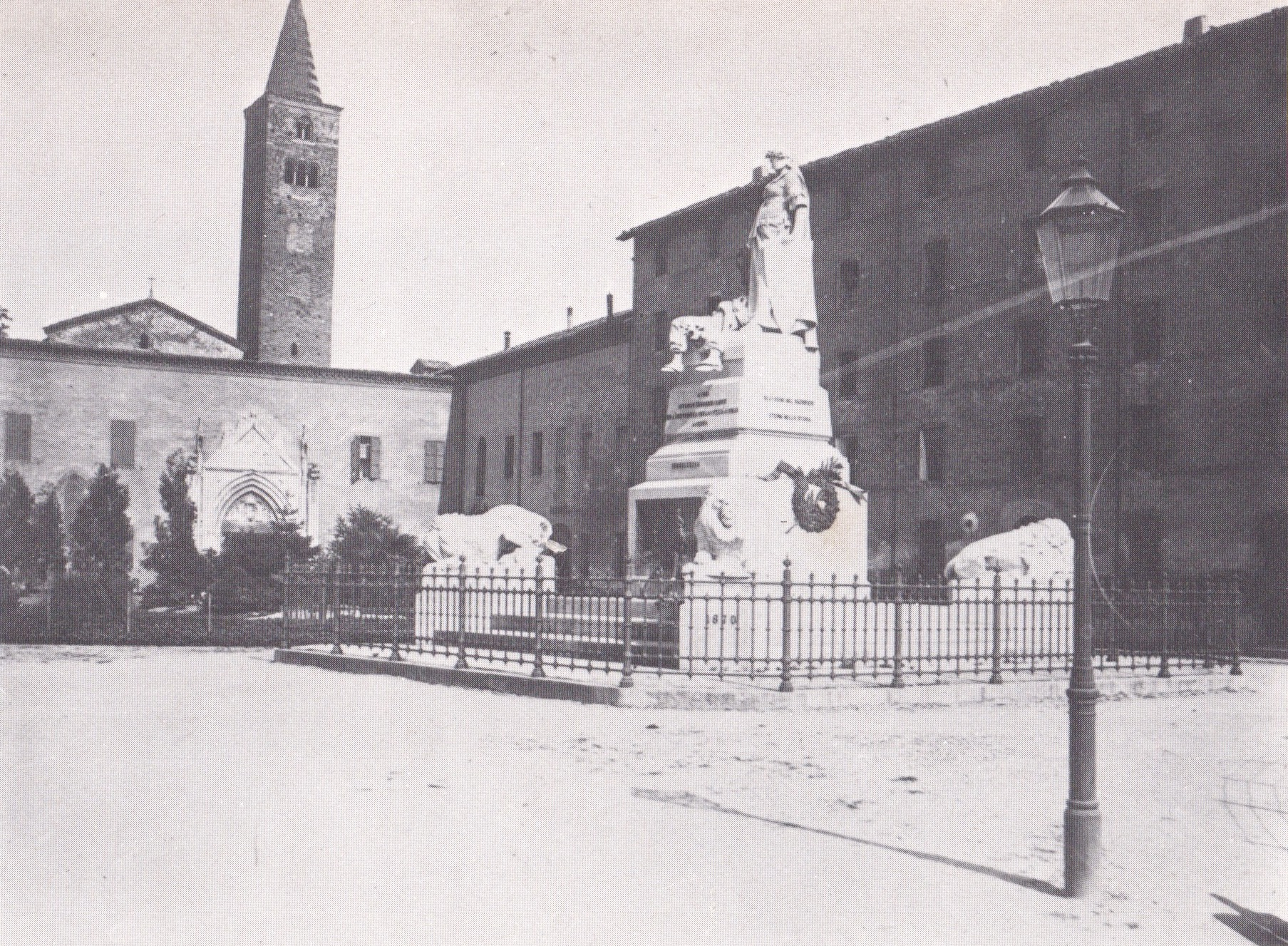
La chiesa nei primi anni 1930. Al centro dell'immagine il monumento ai Caduti (inaugurato il 1º settembre 1888 alla presenza del re). A destra un edificio appartenente all'abbazia che verrà demolito nel 1937 per l'edificazione del Liceo ginnasio Dante Alighieri.
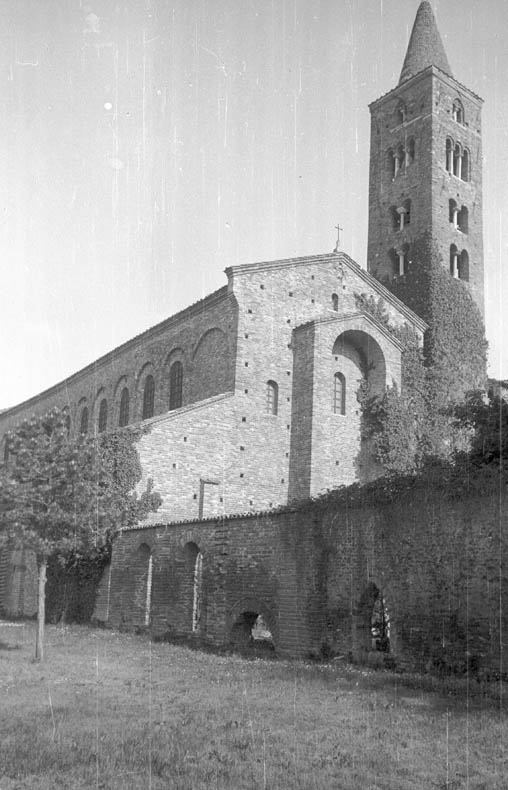
La chiesa - parte absidale - fotografata nel 1932.
L'edificio dopo i bombardamenti della seconda guerra mondiale.

## Descrizione

### Esterno

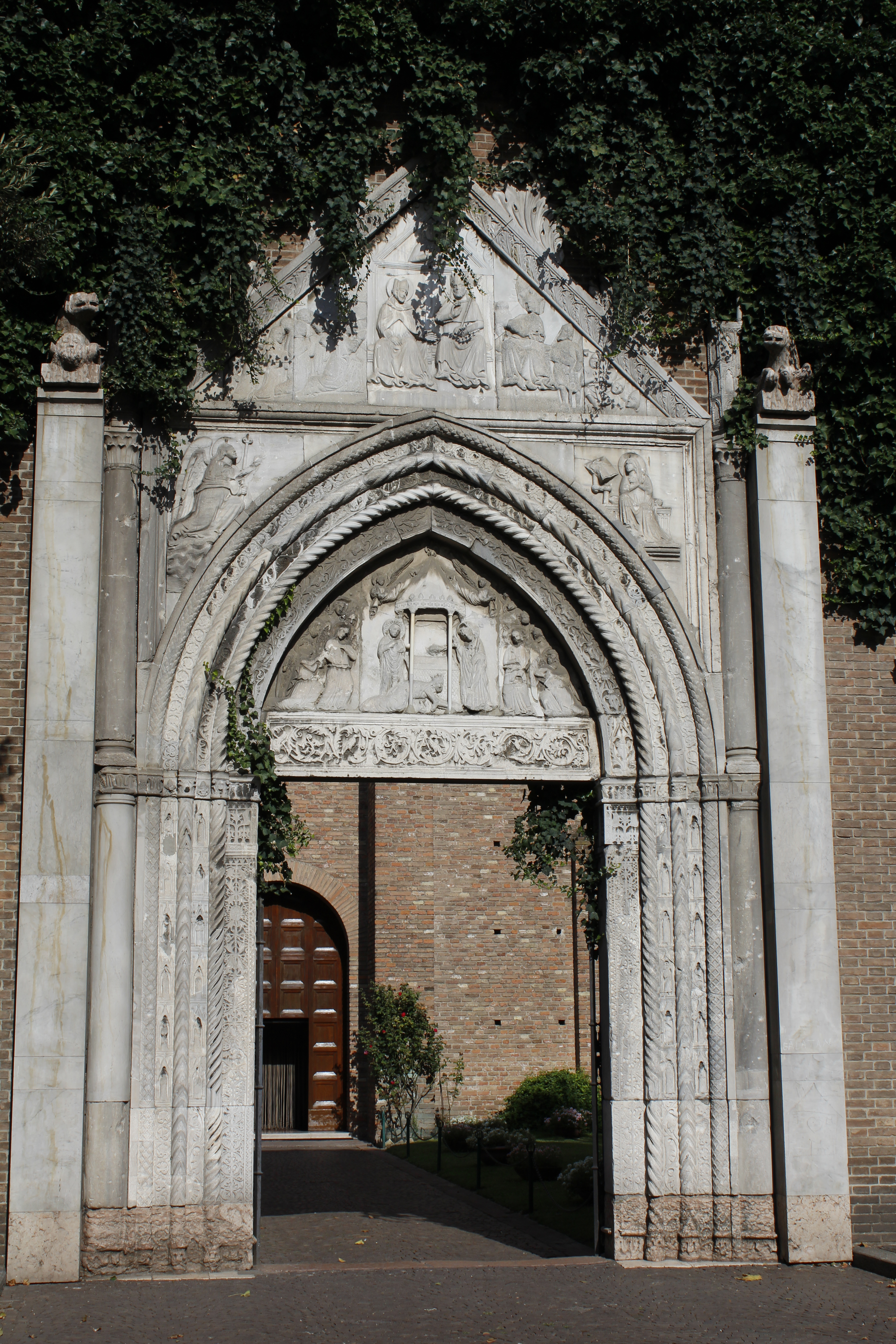
Portale gotico

La chiesa di San Giovanni Evangelista sorge lungo via Carducci, non lontano dalla stazione ferroviaria.
Tutto l'edificio, all'esterno, presenta un paramento murario quadrangolare a mattoni a vista. Oltrepassato il grande portale marmoreo gotico, si entra in uno spazio recintato, attraversato il quale si entra nella chiesa. Il portale, risalente al XIV secolo, è riccamente decorato con statue e bassorilievi: nella lunetta, è raffigurata l'Apparizione di San Giovanni a Galla Placidia, affiancata da due gruppi di angeli; ai lati della strombatura, vi è l'Annunciazione; nel timpano, invece, al centro c'è il bassorilievo San Giovanni e un imperatore (probabilmente Valentiniano III), alla sua sinistra San Barbaziano con sacerdoti, alla sua destra Galla Placidia con soldati e, sopra, il Redentore.
La facciata della chiesa è molto semplice, priva di qualsiasi decorazione. Presenta un alto protiro medioevale, molto semplice, costituito da un arco sporgente dal muro e sorretto da due pilastri in mattoni. Sotto di esso, si aprono il portale ed una monofora ad arco.
Alla destra della chiesa si apre il chiostro del XVI secolo, con portico su tre lati.

### Campanile e Campane

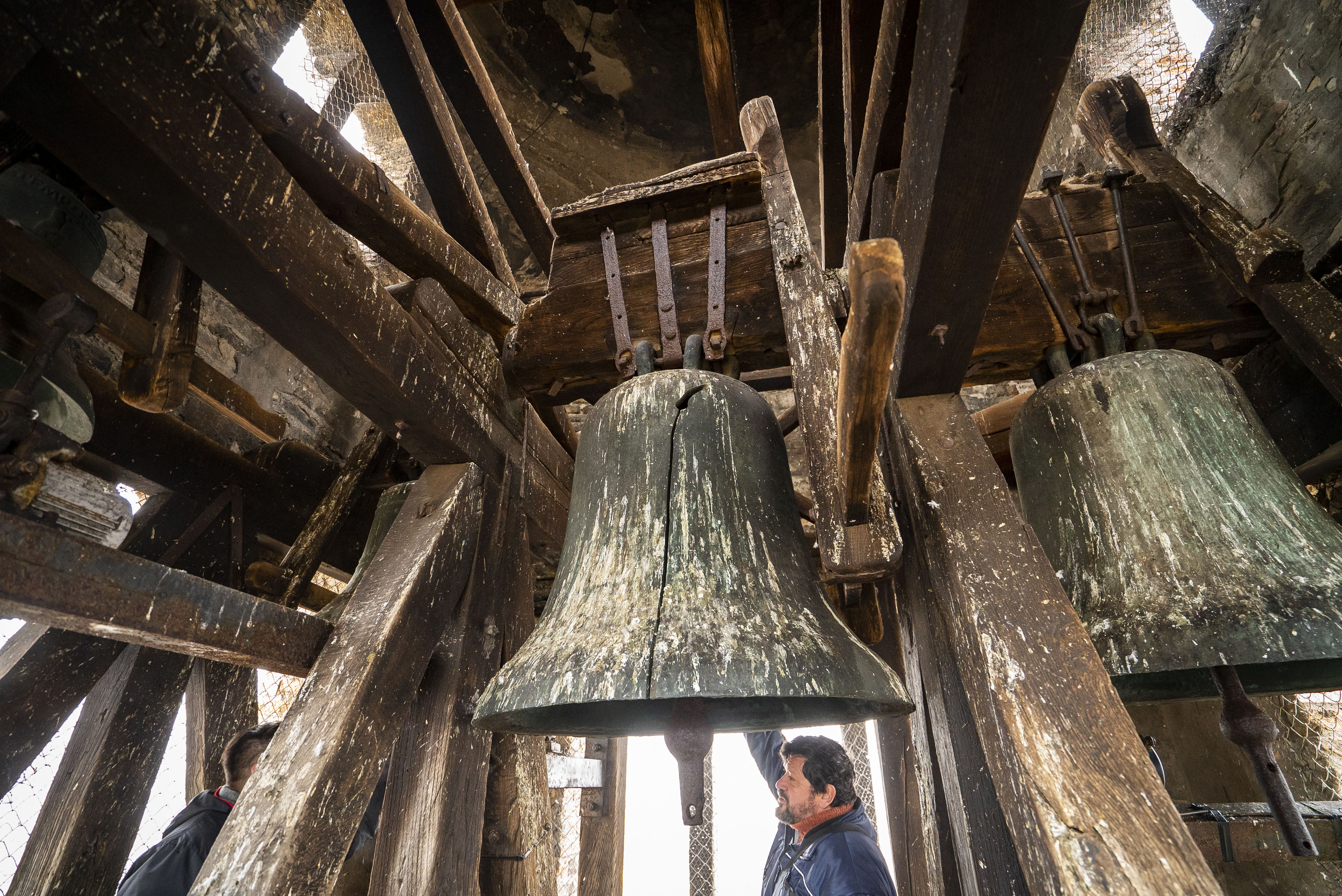
La cella campanaria e le campane

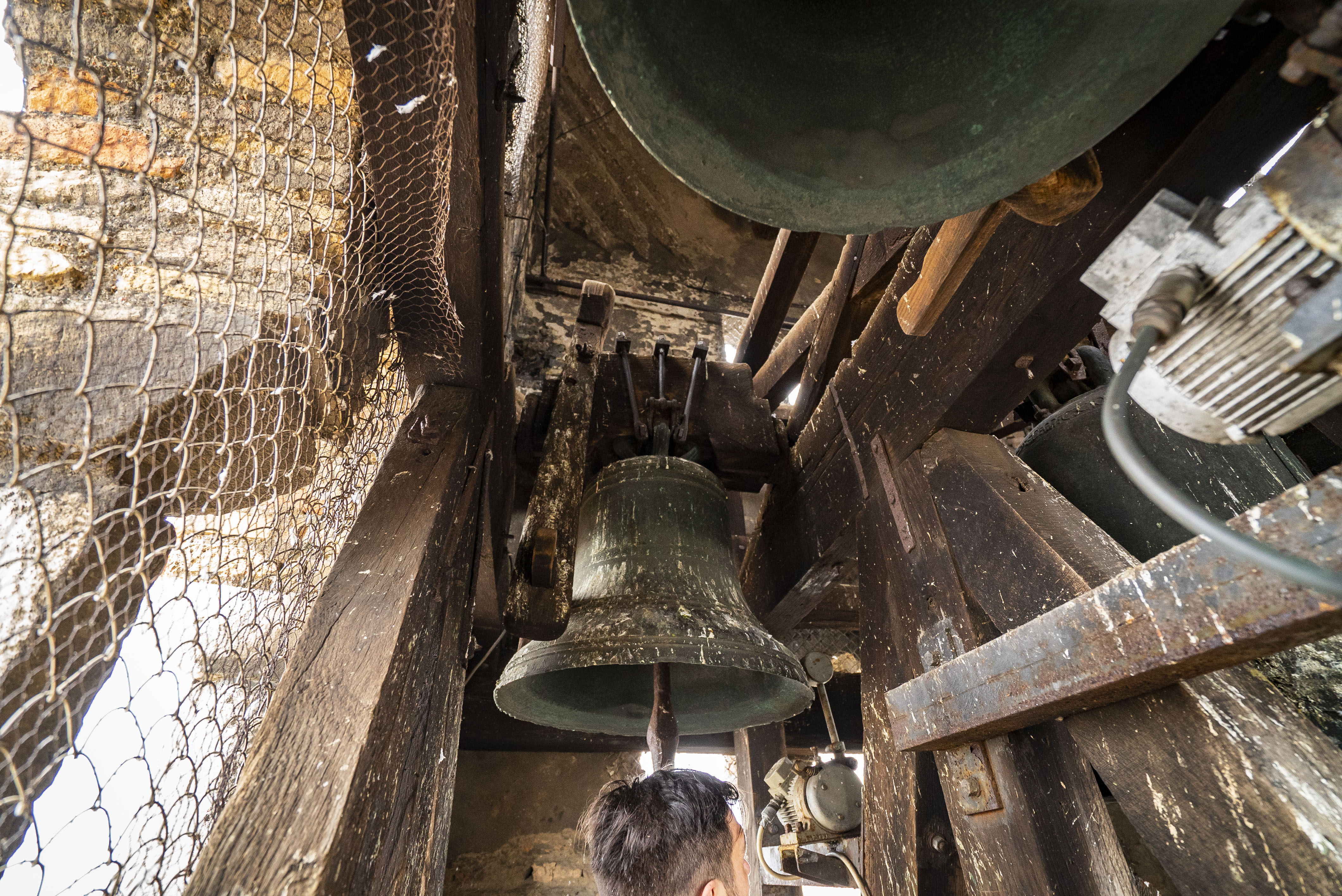
La campana Mezzanella

Il magnifico campanile gugliato, alto ben 42 metri, a pianta quadrata, è attribuito al X secolo. Il 9 settembre 1444 il notaio Pietro Rangone segnalò nell'inventario dei beni mobili della chiesa che si stava lavorando per la costruzione del campanile. Si trattava probabilmente della ricostruzione di una parte o della costruzione del piano della bifore e della guglia. Nella cella campanaria, due delle quattro campane, la Marzia e la Dolorosa, sono state fuse nel 1208 dal fonditore Mastro Roberto il Sassone, come si evince dall'iscrizione "ROBERTUS SOEASSONO FECIT HOC OPUS * A D MCCOCTAVO *", e sono fra le più antiche in Italia ad essere datate e firmate. Le altre due risalgono l'una al 1635 e l'altra al 1693 e sono state realizzate rispettivamente dai fonditori Giulio Scaramelli di Ravenna e Giacinto Landi di Imola. Fino alla seconda guerra mondiale, su queste campane era praticato il Suono a "Doppio" Bolognese, nella variante cosiddetta "da Trave".
| Campana    | Nota | Diametro | Peso       | Fonditore                   | Anno | Osservazioni |
| ---------- | ---- | -------- | ---------- | --------------------------- | ---- | --- |
| Grossa     | Sol3 | 98,4 cm  | 700 kg ca. | Roberto il Sassone          | 1208 | In passato, sulla campana è stato effettuato volutamente un taglio lungo tutto il suo fusto, per ottenere un suono sordo (al fine probabilmente di annunciare la morte di un cittadino). |
| Mezzana    | Si3  | 95,6 cm  | 600 kg ca. | Roberto il Sassone          | 1208 | Campana gemella della Grossa ed ancora perfettamente funzionante. Sul Mozzo ligneo che la sorregge è riportata la data 1769.                                                             |
| Mezzanella | La3  | 80,4 cm  | 450 kg ca. | Giulio Scaramelli (Ravenna) | 1635 | Campana avente una nota più grave della Mezzana, ma di dimensioni appunto minori. |
| Piccola    | Mi4  | 55,4 cm  | 120 kg ca. | Giacinto Landi (Imola)      | 1693 | La campana non possiede più il battaglio. |

### Interno

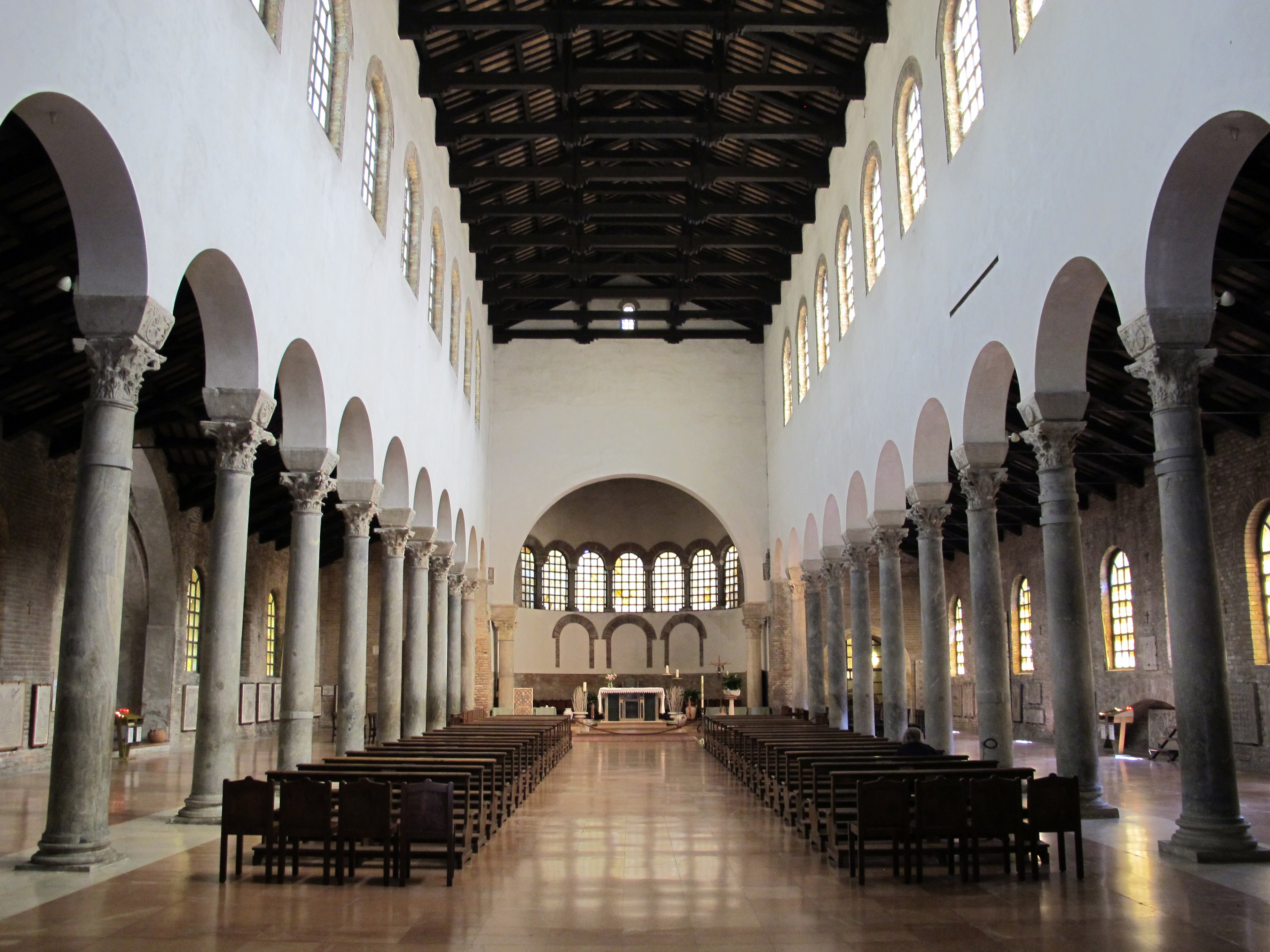
Interno

L'interno della chiesa è a pianta basilicale, con tre navate, terminanti con abside (navata centrale), diaconicon (navata di sinistra) e prothesis (navata di destra). La copertura delle navate, coperte con capriate lignee a vista, sono divise da due file di dodici colonne ciascuna; le colonne presentato, oltre al capitello, anche un alto pulvino, di derivazione bizantina e tipico delle chiese paleocristiane ravennati.
A metà della navata di sinistra, si apre una cappella gotica, del XIV secolo, a pianta quadrata e coperta con volta a crociera. Presenta, sul soffitto, dei frammenti di affresco raffiguranti santi, dottori della Chiesa ed evangelisti. Sull'altare della cappella, un affresco raffigurante la Maddalena che tende le braccia alla Croce, alquanto deteriorato.
In fondo alla navata centrale, vi è l'abside, esternamente endecagonale ed, internamente, semicircolare, con copertura a capriate e sette monofore intervallate da colonne marmoree. Al centro, ospita l'altare maggiore a cassa, costituito da elementi di varia epoca, tra cui alcuni del V secolo. Sulla parete di fondo, invece, la cattedra, costruita nel 1267 dall'arcivescovo di Ravenna Filippo Fontana. Ai lati dell'abside vi sono il diaconicon, alla sinistra, e la prothesis, a destra, entrambi a pianta quadrata e coperti con travi a vista. La prothesis ospita un altare a cippo del V-VI secolo ed un affresco del XV secolo della Madonna col Bambino.
Nella controfacciata è situata una tela di notevoli dimensioni realizzata dal pittore ferrarese Carlo Bononi che raffigura Il Convito di Assuero. La tela fu eseguita nel 1620 e in origine era collocata nel refettorio dei canonici regolari di San Giovanni Evangelista. 
Nel 1213, al tempo in cui il monastero era guidato dall'abate Guglielmo, il mosaico pavimentale fu istoriato. L'iconografia rispecchiava vari temi: dall'epica alle leggende, dalle battaglie navali alle Crociate. Alcuni mosaici fanno riferimento a due episodi storici della Quarta crociata (1202-1204): l'assedio di Zara e la presa di Costantinopoli. Nel Settecento si trovavano sotto il pavimento calpestabile. Rinvenuti nel 1736, furono estratti e ricomposti in pannelli quadrangolari. Dopo il 1763 i pannelli furono apposti lungo le due navate laterali della Basilica, dove sono osservabili tutt'oggi (pannelli a figure geometriche nella navata destra, animali in quella sinistra).

### Organo a canne
Sotto la penultima arcata tra la navata centrale e la navata laterale sinistra, si trova l'organo a canne Mascioni opus 968, costruito nel 1974.
Lo strumento è a trasmissione integralmente meccanica, con due tastiere di 61 note ciascuna ed una pedaliera concavo-radiale di 32. La cassa, di fattura geometrica, presenta una mostra in tre campi, ciascuno dei quali composto da 7 canne di principale con bocca a mitria allineate orizzontalmente. Sul retro della cassa, esternamente, vi sono le canne del registro di Subbasso.

## Citazioni
(Iscrizione sull'altare maggiore)